# Houghton (Cambridgeshire)
Pour les articles homonymes, voir Houghton.
Houghton est un village du Cambridgeshire, en Angleterre.